# Università di Bradford
L'Università di Bradford (in inglese: Bradford University) è un'università pubblica situata nella città di Bradford, nel West Yorkshire, in Inghilterra. L'università ha ricevuto la sua Carta Reale nel 1966, rendendola la quarantesima università creata in Gran Bretagna, ma le sue origini risalgono agli inizi del XIX secolo. Il campus si trova in Richmond Road.
La popolazione studentesca comprende 8 045 studenti universitari e 2 915 studenti post laurea. Gli studenti adulti costituiscono circa un terzo della comunità universitaria. Il 22% degli studenti è straniero e proviene da oltre 110 paesi diversi. Ci sono state 14 406 domande per l'università attraverso UCAS nel 2010, di cui 3 421 sono state accettate.
Fu la prima università britannica a stabilire un Dipartimento di studi sulla pace nel 1973, che è attualmente il più grande centro universitario al mondo per lo studio della pace e dei conflitti.
È membro dell'Istituto europeo per le norme di telecomunicazione (ETSI).